# Prix Gémeaux de la meilleure animation
Pour un article plus général, voir prix Gémeaux.
Le prix Gémeaux de la meilleure animation est une récompense télévisuelle remise par l'Académie canadienne du cinéma et de la télévision depuis 1988.

## Palmarès

### Jeu, variétés, humour

#### Série ou spécial de variétés
- 1988 - Normand Brathwaite, Beau et chaud
- 1989 - Normand Brathwaite, Beau et chaud
- 1990 - Jean-Pierre Coallier, Ad Lib
- 1991 - Jean-Pierre Coallier, Ad Lib
- 1992 - Normand Brathwaite, Beau et chaud
- 1993 - Patrice L'Écuyer, 40 ans - Merci beaucoup
- 1994 - Sonia Benezra, Sonia Benezra
- 1995 - Benoît Brière et Martin Drainville, La Soirée des Masques
- 1996 - Patrice L'Écuyer, L’Écuyer
- 1997 - Patrice L'Écuyer, L’Écuyer
- 1998 - Julie Snyder, Le Poing J
- 1999 - André Robitaille, Les Mordus

#### Jeu, variétés ou humour
- 2000 - Marc Labrèche, La fin du monde est à sept heures

#### Jeu
- 2001 - André Robitaille, Les Mordus
- 2002 - Anne-Marie Dussault, Dictée des Amériques

#### Variétés ou humour
- 2001 - Marc Labrèche, Le Grand Blond avec un show sournois
- 2002 - Jean-René Dufort, Infoman

#### Variétés, jeu, humour, talk show, télé-réalité
- 2003 - Jean-René Dufort, Infoman
- 2004 - Gregory Charles, Gala Métrostar

### Magazines

#### Émission ou série culturelle, à caractère social ou de services
- 1989 - Janette Bertrand, Parler pour parler
- 1990 - Julie Snyder, Sortir
- 1990 - Janette Bertrand, Parler pour parler
- 1991 - Gérard-Marie Boivin, Téléservice
- 1991 - Claire Lamarche, Claire Lamarche
- 1992 - Claire Lamarche, Claire Lamarche
- 1993 - Marie-Christine Trottier, Rideau
- 1994 - Daniel Pinard, Consommaction
- 1995 - Patricia Paquin, Star plus
- 1996 - Christiane Charette, Christiane Charette en direct
- 1997 - Christiane Charette, Christiane Charette en direct
- 1998 - Christiane Charette, Christiane Charette en direct
- 1999 - Daniel Pinard, Ciel ! mon Pinard
- 2000 - Christiane Charette, Christiane Charette en direct

#### Émission ou série d'information
- 1987 - Claire Lamarche, Droit de parole
- 1988 - Simon Durivage, Pierre Nadeau, Madeleine Poulin, Le Point
- 1988 - Simon Durivage, Le Point
- 1989 - Bernard Derome, Spécial budget fédéral
- 1990 - Claude Charron, Le Match de la vie
- 1991 - Claude Charron, Le Match de la vie
- 1992 - Claude Charron, Le Match de la vie
- 1993 - Anne-Marie Dussault, Aujourd’hui dimanche
- 1994 - Bernard Derome, Élections 93
- 1995 - Denise Bombardier, Raison Passion
- 1996 - Bernard Derome, Référendum 95
- 1997 - Simon Durivage, Enjeux
- 1998 - Anne-Marie Dussault, Québec plein écran
- 1999 - Jean-François Lépine, Zone libre (émission La Mongolie)
- 2000 - Anne-Marie Dussault, Les Règles du jeu
- 2001 - Jean-François Lépine, Zone libre
- 2002 - Gilles Gougeon, La Facture

#### Magazine culturel
- 2001 - Christiane Charette, Christiane Charette en direct
- 2002 - Christiane Charette, Christiane Charette en direct

#### Magazine  à caractère social
- 2001 - Benoît Dutrizac, Richard Martineau et Laurent Saulnier, Les Francs-tireurs
- 2002 - Alain Gravel, Enjeux

#### Magazine de services
- 2001 - Josée di Stasio et Daniel Pinard, Les Pieds dans les plats
- 2002 - Josée di Stasio et Daniel Pinard, Les Pieds dans les plats

#### Magazine
- 2003 - Josée Di Stasio, À la di Stasio
- 2004 - Josée Di Stasio, À la di Stasio

#### Affaires publiques
- 2003 - Jean-François Lépine, Zone libre
- 2004 - Alain Gravel, Enjeux

### Jeunesse
- 1987 - Michel Benoit, Génies en herbe international
- 1988 - Danièle Mondoux, Le Petit Journal
- 1988 - Lise Marchand, Samedi-Jeunes
- 1988 - Julie Deslauriers, Mathieu Savard, Flash Varicelle
- 1989 - Marc-André Coallier, Le Club des 100 watts
- 1990 - Marc-André Coallier, Le Club des 100 watts
- 1991 - Marc-André Coallier, Le Club des 100 watts
- 1992 - Marc-André Coallier, Le Club des 100 watts
- 1993 - André Robitaille, Vazimolo
- 1994 - Claude Lafortune, Parcelles de Soleil
- 1995 - André Robitaille, Vazimolo
- 1996 - Christian Bégin, Carol Cassistat, Élyse Marquis, Télé-Pirate V
- 1997 - Sylvie Lussier, Pierre Poirier, Bêtes pas Bêtes
- 1998 - Bernard Fortin, Allô-Prof II
- 1999 - Sylvie Lussier, Pierre Poirier, Bêtes pas Bêtes
- 2000 - Sylvie Lussier, Pierre Poirier, Bêtes pas Bêtes
- 2001 - François-Étienne Paré, RDI Junior
- 2002 - Grégory Charles, Yan Girard, Karine Vanasse, Les Débrouillards
- 2003 - Patrice Bélanger, Mélanie Delorme, David-Alexandre Després, Marie-Hélène Jodoin, Banzaï !
- 2004 - Patrice Bélanger, Mélanie Delorme, David-Alexandre Després, Marie-Hélène Jodoin, Banzaï !

### Sports
- 1987 - Richard Garneau, La Soirée du hockey
- 1988 - Richard Garneau, Le marathon de Montréal
- 1988 - Jean Pagé, L’Univers des sports
- 1989 - Richard Garneau, La Soirée du hockey
- 1990 - Marie-José Turcotte, L’univers des sports
- 1991 - Claude Quenneville, La Soirée du hockey Molson à Radio-Canada
- 1992 - Marie-José Turcotte, L’univers des sports
- 1993 - Richard Garneau, Jeux de la XXVe Olympiade
- 1994 - Claude Quenneville et Gilles Tremblay, La Soirée du hockey Molson à Radio-Canada
- 1995 - Pierre Houde, Bertrand Houle et Christian Tortora, Les Grands Prix De Formule 1
- 1996 - Michel Beaudry, Michel Bergeron, André Côté, François Faucher et Éric Lavallée, Le Hockey Molson du Canadien
- 1997 - Marie-José Turcotte, Les Jeux Olympiques d’Atlanta
- 1998 - Jean Pagé et Marie-José Turcotte, Les Jeux Olympiques de Nagano
- 1999 - Claude Charron, Franc jeu
- 2000 - Pierre Houde, Bertrand Houle et Christian Tortora, Les Grands Prix de Formule 1
- 2001 - Pierre Houde, Bertrand Houle et Christian Tortora, Les Grands Prix de Formule 1
- 2002 - Marie-José Turcotte, Jeux olympiques de Salt Lake City
- 2003 - Marie-José Turcotte, Adrénaline
- 2004 - Marie-José Turcotte, Adrénaline